# Rosa maximowicziana
Rosa maximowicziana är en rosväxtart som beskrevs av Eduard August von Regel. Rosa maximowicziana ingår i släktet rosor, och familjen rosväxter. Utöver nominatformen finns också underarten R. m. coreana.